# Tadeusz Bukowski (śpiewak)
Tadeusz Bukowski (ur. 11 sierpnia 1886 w Krakowie, zm. 6 maja 1915 na Jaworniku) – śpiewak operowy (baryton), chorąży rezerwy piechoty C. K. Armii.

## Życiorys
Urodził się 11 sierpnia 1886 w Krakowie. Wychowywał się w tym mieście. Był synem Władysława (inżynier Gazowni Miejskiej w Krakowie) i Marii z domu Vopalke. Miał braci i siostrę.
Odbył studia wokalne. Od 1911 do 1913 występował w Teatrze Polskim w Poznaniu. Potem był artystą Teatru Miniatury w Warszawie. Dysponował głosem barytonowym, był ceniony za swoje zdolności śpiewaka i aktora. Odegrał role operowe: Janusza (Halka), Zbigniewa (Mazepa), Jerzego (Traviata), Hrabiego Luna (Trubadur), Janusza (Wanda).
Podczas I wojny światowej był zaangażowany do opery w Osijeku, a następnie w Sarajewie. Został zmobilizowany do C. K. Armii i mianowany kadetem w rezerwie piechoty z dniem 4 sierpnia 1914. Był przydzielony do 13 pułku piechoty z Krakowa. 21 stycznia 1915 w Nowym Jiczynie poślubił aktorkę operetki poznańskiej Helenę Palczewską. Kilka godzin później wyruszył na front w szeregach 13 p.p.. Do końca życia był chorążym rezerwowym 13 pułku. Srebrnym Medalem Waleczności 1. klasy. Poległ 5 lub 6 maja 1915 (według innej wersji 8 kwietnia 1915) na Jaworniku w Karpatach. 26 maja 1915 został pochowany na cmentarzu Rakowickim w Krakowie.